# Burg Hohenwerfen

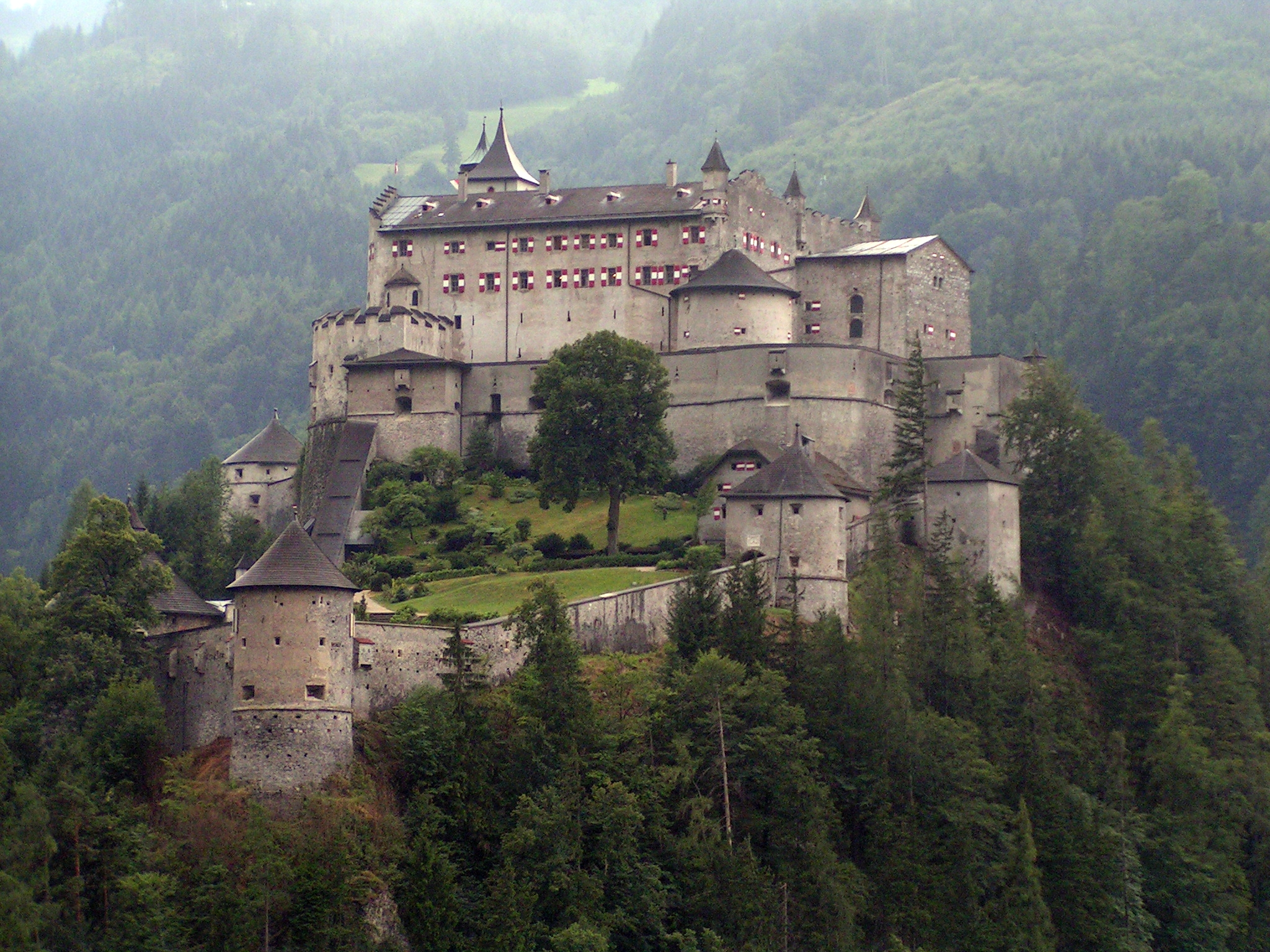
Hohenwerfen

Hohenwerfen är en  fästning i mellersta Österrike, belägen ovanför byn Werfen, ungefär 50 kilometer söder om Salzburg.
Fästningens historia sträcker sig tillbaka till 1000-talet och under åren har den främst tjänat som fängelse. Mellan åren 1938 och 1987 låg här en polisskola, och 1968 spelades filmatiseringen av Alistair MacLeans krigsthriller Örnnästet in i fästningen. I filmen kallas byggnadsverket Schloss Adler.
Numera är fästningen endast en turistattraktion som är öppen under sommarhalvåret med guidade visningar och falkeneraruppvisningar som huvudattraktioner.